# Найденков, Григорий Павлович
Григорий Павлович Найденков (1889 — 30 мая 1919) — член правительства, председатель Центропленбежа Белоруссии.

## Биография
Происхождение — из относительно зажиточной семьи (имели собственный дом в Смоленске.
Учёба — в Киевском художественном училище.
Служил в армии.
С 1917 года — член смоленской организации РСДРП(б).
С марта 1918 года — председатель Совнархоза Западной области, председатель Коллегии по пленным и беженцам Западной коммуны.
В декабре 1918 года на I съезде КП(б)Б избран в состав ЦБ.
Член Временного рабоче-крестьянского советского правительства Белоруссии, председатель Центропленбежа.
В феврале 1919 года на I Всебелорусском съезде Советов избран членом ЦИК ССРБ и его Президиума. В марте на объединительном съезде КП(б) Литвы и Белоруссии) был избран членом ЦК.
6 апреля Оргбюро ЦК РКП(б) отклонило просьбу наркома путей сообщения РСФСР Л. Б. Красина об откомандировании ему «т. Найденкова из ЦК Литвы и Белоруссии».
23 мая был арестован согласно постановлению ЦИК Литбела. 29 мая обвинен Верховным революционным трибуналом при ЦИК Литбела в том, что выдавал себя за члена РСДРП с 1906 г., ответственные посты в Западной области использовал для своей выгоды. На следующий день был расстрелян.
Послужил прототипом Найденковского в романе А. И. Гзовского (А. Юноши-Гзовского) «Александр Мясникьянц»
Реабилитирован Президиумом Верховного суда Республики Беларусь 22 сентября 1998 г.